# Covergirl (álbum)
Covergirl é o álbum de estreia da banda alemã de dance music Groove Coverage. Foi lançado em 25 de novembro de 2002 pela Urban e chegou a 39ª posição na Germany Albums Chart.
Covergirl foi produzido por Axel Konrad e Ole Wierk nos estúdios da Suprime Records. Melanie Munch e Verena Rehm proveram os vocais para a maioria das faixas deste álbum com exceção de "Lullaby for love", cantada em solo por Verena, e "Moonlight Shadow", solo de Melanie com instrumental de Verena. "Are You Ready" e "The Beat Just Goes'" são faixas club, não contendo os vocais das cantoras.

## Faixas
| N.º | Título                          | Compositor(es)                        | Duração |  |
| 1.  | "Moonlight Shadow"              | Mike Oldfield                         | 2:50    |  |
| 2.  | "Million Tears"                 | Axel Konrad, Ole Wierk, Tobias Lammer | 3:14    |  |
| 3.  | "You"                           | Axel Konrad, Ole Wierk, Lou Bega      | 3:42    |  |
| 4.  | "Last Unicorn"                  | Jimmy Webb                            | 3:55    |  |
| 5.  | "Only Love"                     | Axel Konrad, Ole Wierk, Lou Bega      | 3:27    |  |
| 6.  | "God Is A Girl (Album Version)" | Axel Konrad, Ole Wierk, Lou Bega      | 3:02    |  |
| 7.  | "Little June"                   | Axel Konrad, Ole Wierk, Lou Bega      | 3:37    |  |
| 8.  | "Far Away From Home"            | Axel Konrad, Ole Wierk, Lou Bega      | 4:19    |  |
| 9.  | "Lullaby For Love"              | Verena Rehm                           | 3:14    |  |
| 10. | "Moonlight Shadow (Piano)"      | Mike Oldfield                         | 4:36    |  |
| 11. | "Beat Just Goes"                | Axel Konrad, Ole Wierk                | 3:50    |  |
| 12. | "Are You Ready"                 | Axel Konrad, Ole Wierk                | 5:14    |  |
| 13. | "God Is A Girl (Video Edit)"    | Axel Konrad, Ole Wierk, Lou Bega      | 3:48    |  |

("God Is A Girl (Video Edit)" é uma faixa bônus escondida após 35 segundos de silêncio no fim de "Are U Ready")

## Posições nas paradas
| Parada (2002)                     | Melhor posição |
| --------------------------------- | -------------- |
| Germany Albums Chart              | 39             |
| Austria Top 40 Album Charts       | 43             |
| German Media Control Album Charts | 6              |
| Poland Albums Top 50              | 23             |